# NGC 5771
NGC 5771 este o liner situată în constelația Boarul. A fost descoperită în 16 mai 1784 de către William Herschel. Se află la o distanță de 100,19 megaparseci de Pământ.